# 中视网元
中视网元娱乐科技有限公司（英語：或 , 简称：中视网元或网元网），是中国大陆一家电子游戏公司，2005年成立，创立时隶属于中国国际电视总公司（CITVC），后被银基集团纳入旗下。初期以单机游戏发行为主业，后将经营方针全面转向网络游戏产业。

## 简史
网元成立之初，以代理发行欧美单机游戏为主，其主要的游戏提供商包括EA、育碧、宝开游戏等，发行过的著名单机产品有《孢子》、《模拟人生》、《极品飞车》、《NBA Live》等。2007年1月，网元与日本光荣签署合作协议。
2008年1月，原光通通信发展有限公司总经理、EA中国首席制作人陈阳担任网元COO之后，网元开始转业网络游戏。2009年5月，中视网元为扩展网游业务的需要启用新域名wangyuan.com，当时即有媒体担忧网元转型网游可能“成为又一个第三波或天人互动的失败翻版”。随后网元即发表声明称“单机游戏仍是业务核心”。
2009年8月，网元原CEO孟宪明与投资方银基集团关系恶化后被撤职（后孟宪明成立网元圣唐），两个月后陈阳升任CEO。此后网元加速了抛弃单机游戏、转型网络游戏的进程。然而网元在网络游戏市场没有昔日在单机市场的显著建树。2010年9月2日，陈阳辞去网元CEO一职。
2010年年末，网元网的域名改回ccnec.com。从2010年12月10日多玩游戏网的一份采访中得知，网元时任CEO为陈楹。
在《梦幻情天》与《八仙外传》两款网游先后失败后，网元开始逐步陷入危机。2011年10月，网元被媒体报道拖欠员工工资。2011年11月，网元运营团队解散。2011年12月，有传闻称网元开始向部分员工发送遣散費。
但在沉寂了一年多之后，2013年3月，网元公布了旗下新开发的网络游戏《绝世》。

## 旗下网游
- 《梦幻情天》（2011年7月11日停止运营）
- 《八仙外传》（2011年12月25日停止运营）
- 《绝世》